# Clepsis listerana
Clepsis listerana es una especie de polilla del género Clepsis, categorizada en la tribu Archipini, de la subfamilia Tortricinae.

## Distribución
Se distribuye por Estados Unidos.

## Taxonomía
Fue descrita por Kearfott en 1907 y publicada en (Phalonia), Trans. Am. ent. Soc. 33: 80.